# Judíos de Israel
Por judíos de Israel (en hebreo: יהדות ישראל‎) se consideran aquellos habitantes judíos del Estado de Israel desde la declaración de independencia del mismo en 1948 hasta nuestros días. La población judía constituye aproximadamente el 75,4% de la población de Israel.

## Demografía
Según la Oficina Central de Estadísticas de Israel, a fecha de 2009, de los 7 millones de habitantes de Israel hay un 75,4% de judíos de cualquier procedencia. De ellos, un 68% son sabras (nacidos en Israel), en su mayoría, israelíes de segunda o tercera generación, y el resto son olim (inmigrantes judíos en Israel) - el 22% de Europa y el continente americano, y el 10% de Asia y África, en las que se incluyen los países árabes, Irán, Turquía y Asia Central. Más de doscientos mil son, o son descendientes de judíos de Etiopía y la India.
En las últimas décadas, un número considerable de los judíos de Israel se han desplazado al extranjero. Las razones para la emigración varían, pero generalmente se refieren a una combinación de preocupaciones económicas y políticas. (véase también el Yeridá)

## Centros de población judía
La mayoría de la población judía en Israel se encuentra en la zona central de Israel. Sin embargo ciudades como Tel Aviv, Ashdod, Rishon Lezion, etc, tienen población que no es clasificada como judía (muchos son judíos de procedencia rusa o argentina pero hijos de madre no-judía).
| Fila | Ciudad        | Población (2008) | % Judíos (2007) | Distrito              |
| ---- | ------------- | ---------------- | --------------- | --------------------- |
| 1    | Jerusalén     | 760,800          | 63.7            | Distrito de Jerusalén |
| 2    | Tel Aviv      | 392,700          | 91.4            | Distrito de Tel Aviv  |
| 3    | Haifa         | 265,300          | 81.2            | Distrito de Haifa     |
| 4    | Rishon LeZion | 226,300          | 93.8            | Distrito Central      |
| 5    | Asdod         | 209,600          | 91.0            | Distrito Sur          |
| 6    | Petaj Tikva   | 194,100          | 92.2            | Distrito Central      |
| 7    | Netanya       | 179,200          | 93.5            | Distrito Central      |
| 8    | Beer Sheva    | 187,500          | 88.0            | Distrito Sur          |
| 9    | Jolón         | 170,900          | 92.7            | Distrito de Tel Aviv  |
| 10   | Bnei Brak     | 153,200          | 98.5            | Distrito de Tel Aviv  |
| 11   | Ramat Gan     | 134,400          | 95.1            | Distrito de Tel Aviv  |
| 12   | Bat Yam       | 129,300          | 85.1            | Distrito de Tel Aviv  |
| 13   | Rejovot       | 108,400          | 94.9            | Distrito Central      |
| 14   | Ascalón       | 110,600          | 88.4            | Distrito Sur          |
| 15   | Herzliya      | 84,500           | 96.3            | Distrito de Tel Aviv  |